# Rödfläckig lorikit
Rödfläckig lorikit (Hypocharmosyna rubronotata) är en fågel i familjen östpapegojor inom ordningen papegojfåglar.

## Utseende och läte
Rödfläckig lorikit är en liten och långstjärtad papegoja. Kroppen är grön, med svart på övre delen av stjärten, röd övergump och röd näbb. Hanen har röd panna, violblå kind och en röd fläck framför skuldran, medan honan har gula streck bakom ögat. Arten är mycket lik rödsidig lorikit, men hane rödfläckig har rött på pannan istället för hakan och mindre tydligt gult vingband i flykten. Lätet består av en serie ljusa och vassa "tsik!".

## Utbredning och systematik
Rödfläckig lorikit delas in i två underarter:
- Hypocharmosyna rubronotata rubronotata – förekommer på ön Salawati och nordvästra Nya Guinea (Fågelhuvudhalvön till Adelbertbergen)
- Hypocharmosyna rubronotata kordoana – förekommer på ön Biak (utanför nordvästra Nya Guinea)

### Släktestillhörighet
Arten placeras traditionellt i släktet Charmosyna. Genetiska studier visar dock att arterna i släktet inte står varandra närmast. Rödfläckig lorikit tillsammans med närbesläktade rödsidig lorikit har därför lyfts ut till det egna släktet Hypocharmosyna.

## Status och hot
Arten har ett stort utbredningsområde, men tros minska i antal, dock inte tillräckligt kraftigt för att den ska betraktas som hotad. Internationella naturvårdsunionen IUCN listar arten som livskraftig (LC).